# Negrosdwergooruil
De negrosdwergooruil (Otus nigrorum) is een vogelsoort uit de familie van de strigidae (uilen).

## Verspreiding en leefgebied
Deze soort komt voor op de Filipijnse eilanden Negros en Panay.

## Status
De grootte van de populatie wordt geschat op 1000-2500 volwassen vogels. Op de Rode lijst van de IUCN heeft deze soort de status kwetsbaar.